# 福冈女学院大学短期大学部
福冈女学院大学短期大学部（日语：／ Fukuoka Jo Gakuin Daigaku  Tanki Daigakubu *）是一所位于日本福冈县福冈市南区的私立短期大学。前身是福冈女学院短期大学（日语：／ Fukuoka Jo Gakuin Tanki Daigaku *）

## 概要

### 简介
- 学校最早可以追溯到1885年。短期大学为于1964年开办[1]、由学校法人福冈女学院经营、来源于新教。

### 历史
- 1964年 福冈女学院短期大学成立并同时设置家政科和英语科[1]。
- 1985年 日文科[注 2]成立[1]。
- 1993年 家政科变更为生活科[2]。
- 1998年 日文科[注 2]和生活科招生最后[2]。
- 1999年 改校名为福冈女学院大学短期大学部[2]。
- 2001年 今年12月20日日文科[注 2]和生活科停办[2]。

### 宪章
- 请参看福冈女学院大学短期大学部的标志 （页面存档备份，存于） （日語） 2013年12月18日阅览。

## 学校环境
- 校区：在福冈县福冈市南区

## 历任校长
- 平岩馨邦：第一代短期大学校长[3]。
- 木之胁悦郎：现在短期大学校长[4]

## 组织

### 学科
- 英语科

### 前学科
- 生活科[注 1]
- 日文科[注 2][注 1]

### 专科
| - 没有 |

### 业余课程
| - 没有 |

## 知名校友
- 冈部まり：女演员
- 花奈：唱作人
- 板谷由夏：女演员

## 相关链接
- 日本短期大学列表